# Tỉnh tự trị Kalmyk
Tỉnh tự trị Kalmyk (tiếng Nga: Калмыцкая автономная область; tiếng Kalmyk: Хальмг Автономн Таңhч, Xaľmg Awtonomn Tañhç) là một tỉnh tự trị của người Kalmyk thuộc Cộng hòa Xã hội chủ nghĩa Xô viết Liên bang Nga tồn tại ở hai thời kỳ riêng biệt.
Nó được thành lập lần đầu tiên vào tháng 11 năm 1920, với trung tâm hành chính là Astrakhan. Vào tháng 6 năm 1928, tỉnh tự trị được sáp nhập vào vùng Hạ Volga. Vào tháng 1 năm 1934, Hạ Volga được chia thành vùng Saratov và vùng Stalingrad, trong đó TTT Kalmyk trở thành một phần của vùng Stalingrad. Vào tháng 10 năm 1935, TTT Kalmyk được nâng cấp thành CHXHCNXVTT Kalmyk (bị bãi bỏ vào năm 1943).
Tỉnh tự trị Kalmyk được tái lập vào tháng 1 năm 1957, lần này là một phần của vùng Stavropol. Năm 1958, nó lại được nâng lên cấp CHXHCNXVTT Kalmyk và tách khỏi vùng Stavropol.

## Nhân khẩu
Theo điều tra dân số năm 1920, có 126.256 người sống trong khu vực, bao gồm 124.501 cư dân nông thôn và 1.655 cư dân thành thị. Đồng thời, dân tộc Kalmyk chiếm đa số với 84.950 người, người Nga có 40.034 người, còn lại là người Ukraina, Tatar, Kyrgyz, v.v.
Theo điều tra dân số năm 1924, có 164.017 người sống trong vùng.
Theo điều tra dân số năm 1926:
- Người Kalmyk - 75,6%
- Người Nga - 10,7%
- Người Ukraina - 10,3%
- Người Đức - 1,8%